# Patada baja
La Patada baja, conocida sobre la denominación inglesa: low kick, es una técnica de pierna utilizada en ciertos boxes pieds-poings (Boxeo birmano, Kick boxing y Muay thai) y ciertos artes marciales que consta de llevar un golpe de tibia o una patada en la parte inferior del adversario (muslo o pierna). Según la regulación deportiva, la patada baja se puede hacer en la parte exterior o interior de la parte baja de adversario. Cabe destacar que el golpe se realiza justo con el tercio inferior de la tibia. Esta patada se practica en karate estilo kyokushin, kūdō, kickboxing, lethwei, Muay Thai, Artes marciales mixtas y Krav Maga.

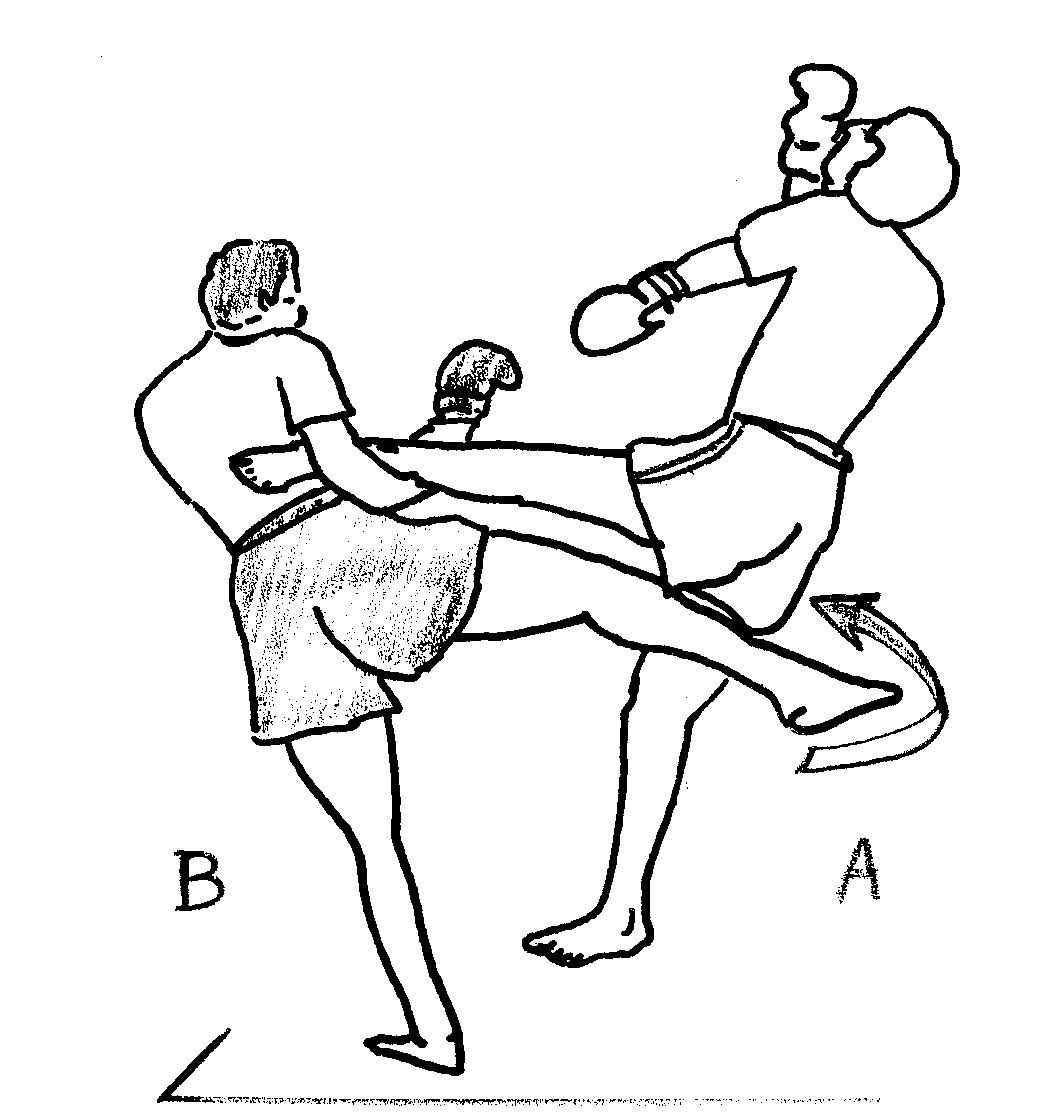
Después un asimiento de pierna, respuesta en circular sobre la pierna de apoyo

## Daño

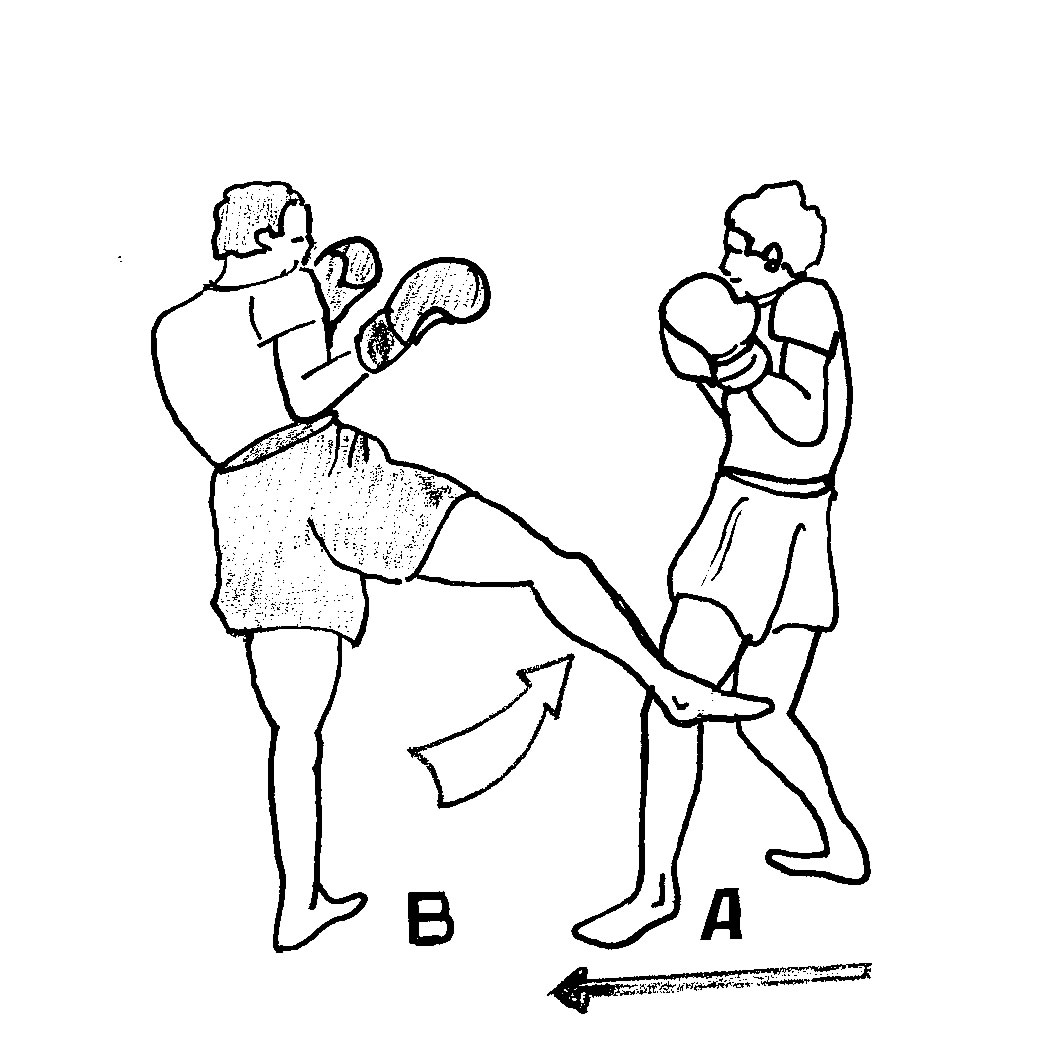
Una patada exterior.
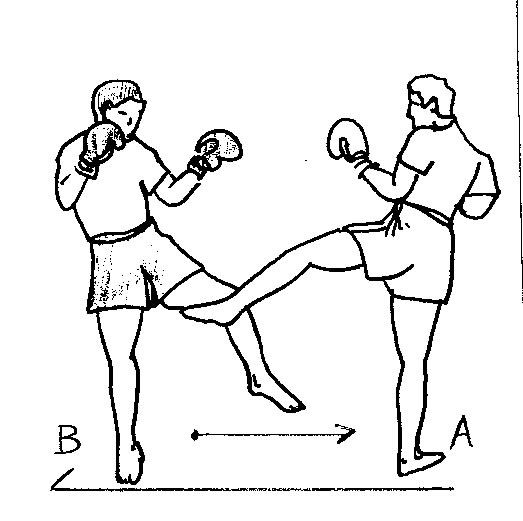
Una patada interior en la pierna.
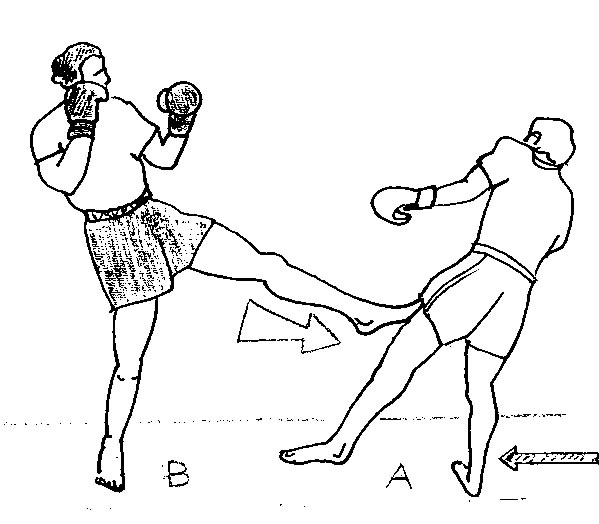
Patada frontal ofensiva sobre la muslo
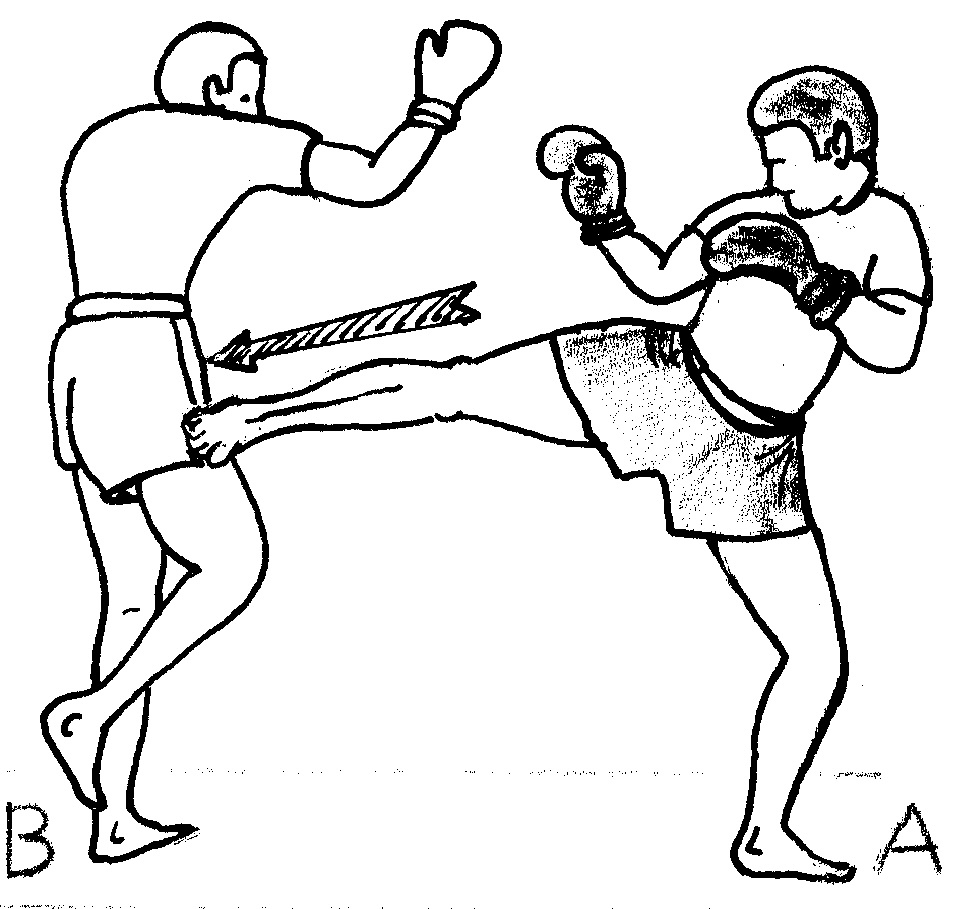
Patada lateral en golpe de parada

Las patadas bajas se utilizan para dañar las piernas del oponente, lo que provoca la pérdida de destreza, estabilidad y movilidad. Ser golpeado repetidamente con patadas bajas a menudo puede provocar daños en los huesos , las articulaciones , los ligamentos y el tejido muscular . El nervio ciático , que es el nervio más largo y ancho del cuerpo humano, que comienza en la parte baja de la espalda y recorre las nalgas hasta las extremidades inferiores, es un objetivo frecuente de las patadas bajas.
En un combate de contacto pleno (también llamado K.O. system), se permite debilitar la estabilidad de un adversario, para ganar la ventaja en un momento dado.

## Defensa
La defensa más común contra una patada baja se conoce como "control", donde la pierna se dobla y se levanta para proteger el muslo. Esto hace que el pateador golpee su espinilla contra la espinilla o rodilla del luchador defensor, causando dolor y daño al infractor. En algunos casos, una patada baja bien ejecutada puede romper la pierna del infractor, como fue el caso cuando Chris Weidman controló la patada baja interna de Anderson Silva en UFC 168 , y más recientemente, cuando Uriah Hall controló la patada baja de Chris Weidman. Patada baja interna con el mismo resultado en UFC 261.

## Tipos de patadas
En materia de golpear en las piernas, diferentes patadas coexisten: 
- circular (roundhouse kick),
- semicircular (semi-circular kick), "balancadas":
- patada con pierna recta (stick kick),
- patada crecienda (crescent kick),
- patada descendente (axe kick)…, directas de tipo penetrante:
- patada frontal (front kick) o patada lateral (side kick)
- patada de gancho (hook kick),
- patada descendente (hammer kick), etc.

En kick boxing americano o japonés, este tipo de patada puede ser sólo circular o semicircular según el reglamento.